# Håndgranat
En håndgranat er et våben som primært anvendes af militæret. Den bruges i nærkamp og er i fleste tilfælde beregnet til at kaste med hånden. Ved eksplosionen gør den væsentlig skade på personer og materiel.
En håndgranat fremstilles i forskellige størrelser og former til forskellige formål, men fem ting har de til fælles.
1. Granaten er hul så den kan blive fyldt op med sprængstof eller kemiske stoffer, der laver røg, gas eller skaber brand.
2. Granaten er forsynet med et gevindhul beregnet til montering af en tændsats.
3. Kasteafstanden er kort.
4. Radius for forvoldt skade er lille. (Altså den beskader et lille område)
5. Forsinkelse på tændsatsen gør det relativt sikker at kaste.

Håndgranater deles op i to kategorier: offensive og defensive. Den offensive benyttes af den angribende part, som ikke har dækning, hvorfor granatens rækkevidde skal være mindre end kasteafstanden. Den defensive bruges af personel som kan kaste den fra dækning, og derfor ønsker en kraftigere sprængvirkning.
Den danske håndgranat M/54 er en kraftig defensiv håndgranat.
Der kan endvidere være forskel på om granaterne udsender sprængstykker, eller om de alene virker ved trykbølgen fra eksplosionen.
De fleste moderne hære beskytter deres soldater imod sprængstykker, fx fra håndgranater, ved at udruste dem med fragmentationsveste og kevlar-hjelme.
Mills granaten eller ananas håndgranaten, som vist på billedet, har en overflade inddelt i firkantede segmenter. Det hævdes mange steder, at dette var en inddeling i sprængstykker, som hævdet på billedet. En anden forklaring, som virker mere sandsynlig, er at man ville undgå den glatte overflade, som gjorde granaten vanskeligere at håndtere og uden lettere kunne glide ud af hånden. At granaten kun skulle blive til 50 sådanne sprængstykker virker heller ikke sandsynligt. Den første påstand er muligvis en vandrehistorie, som ukritisk går sin gang.